# Jardim Marquês de Marialva
O Jardim Marquês de Marialva é um jardim em Lisboa, situado no Campo Pequeno (antigo Largo Dr. Afonso Pena), circundando a Praça de Touros do Campo Pequeno.

Nos ínicios do século XX, aquando da construção da Avenida da República, foi organizado em quatro espaços equilibrados, com muitas árvores frondosas o que origina a sua procura nos dias de verão.